# Jingoismus

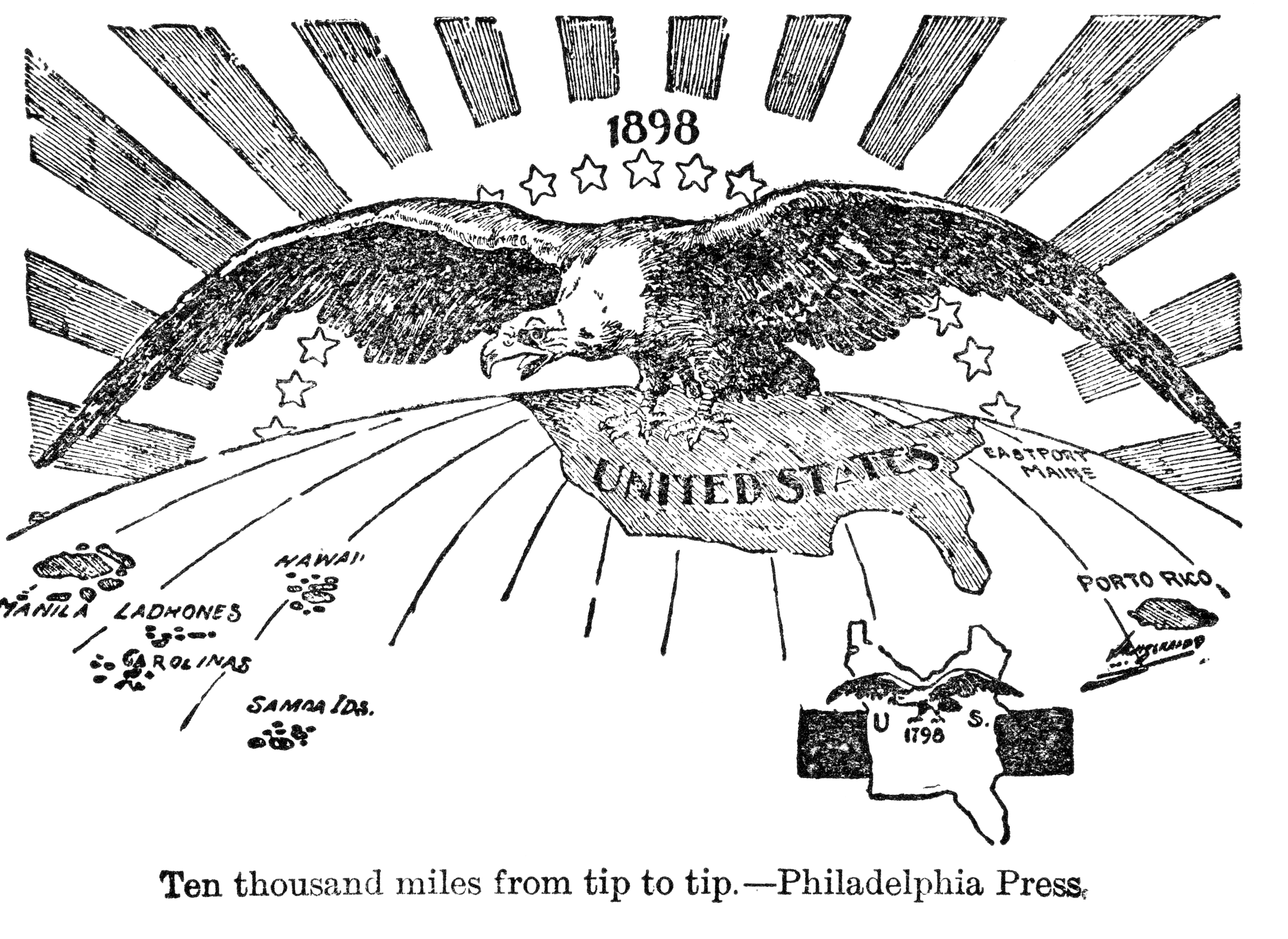
„10.000 Meilen von einem Ende bis zum anderen“ – Karikatur von 1898, das Herrschaftsgebiet der USA zeigend

Jingoismus (entlehnt von englisch Jingoism) bezeichnet im englischsprachigen Diskurs einen überheblichen Nationalismus, oftmals verbunden mit militärischem Säbelrasseln oder manifester Kriegseuphorie, und entspricht somit ungefähr dem deutschen Hurra-Patriotismus und dem französischen Chauvinismus. Seine US-amerikanische Ausprägung wird auch Spread-eagleism genannt.
Der Begriff Jingoismus entstand 1877 in Großbritannien während des 11. Russisch-Türkischen Krieges zwischen Russland und dem Osmanischen Reich. Der britische Premierminister Benjamin Disraeli vertrat in dem Konflikt eine neutrale Position und setzte sich dadurch in einen Gegensatz zur kämpferischen, gegen Russland gerichteten Stimmung in der Bevölkerung. Ein zu der Zeit in den Pubs und Music Halls gesungenes politisches Lied von George William Hundt führte zur Bildung des Begriffs:
| We don’t want to fight But, by Jingo, if we do, We’ve got the ships, We’ve got the men, We’ve got the money, too. We've fought the Bear before, and while we're Britons true: The Russians shall not have Constantinople! | Wir wollen nicht kämpfen Aber, bei Jingo, wenn doch, Wir haben die Schiffe dazu, Wir haben die Männer, Und wir haben auch das Geld. Wir haben schon gegen den Bären gekämpft, und solange wir wahre Briten sind: Die Russen sollen Konstantinopel nicht bekommen! |

Das Lied wurde schnell populär. Bereits am Weihnachtstag 1877 nutzte Sir George Trevelyan den Ausdruck Jingoism in einer Rede an seine schottischen Wähler. Der Ursprung der Bekräftigungsformel „by Jingo“ (bei Jingo) ist nicht geklärt. Es könnte sich dabei um eine Verballhornung von „by Jesus“ handeln. Nach anderslautenden Erklärungen steht sie im Zusammenhang mit dem angelsächsischen Heiligen Gingulph oder geht auf das baskische Wort jinko für Gott zurück, das von englischen Seeleuten übernommen wurde.
1886 verwendete Otto von Bismarck den Begriff, als er einen Schutzantrag für die umstrittene Somaliküste mit der Bemerkung kommentierte: „Nur kein Kolonial-Jingo“. Personen wie Carl Peters, die ohne diplomatische Rücksicht Expansionismus betrieben, nannte Bismarck in einer Randnotiz Colonial-Jingos.

## Spread-Eagleismus
Der US-amerikanische Spread-Eagleism, wörtlich „Ausgebreiteter-Adler-Ismus“, bezeichnet eine ähnliche Haltung. Es leitet sich von spread eagle ab, einem die Flügel ausbreitenden Adler, dem Nationalsymbol der USA, der unter seinen Fittichen Amerika birgt. Dazu gibt es eine Karikatur von 1898, als der amerikanische Extrem-Patriotismus einen Höhepunkt erreichte, nachdem das Sinken des Kreuzers Maine im Hafen von Havanna, Kuba, den Spanisch-Amerikanischen Krieg ausgelöst hatte.